# Musca sandaracha
Musca sandaracha är en tvåvingeart som först beskrevs av Harris 1780.  Musca sandaracha ingår i släktet Musca och familjen myllflugor. Inga underarter finns listade i Catalogue of Life.